# 20 kilomètres marche féminin aux championnats du monde d'athlétisme 2017
Pour un article plus général, voir Championnats du monde d'athlétisme 2017.
Navigation
Pékin 2015 Doha 2019
L'épreuve du 20 kilomètres marche féminin des championnats du monde de 2017 se déroule le 13 août 2017 dans les rues de Londres, au Royaume-Uni.

## Critères de qualification
Pour se qualifier pour les championnats, il faut avoir réalisé 1 h 36 min 0 s ou moins entre le 1er octobre 2016 et le 23 juillet 2017.

## Médaillées
| Or         | Argent                   | Bronze              |
| Yang Jiayu | María Guadalupe González | Antonella Palmisano |

## Résultats
| Rang               | Athlète                    | Nationalité                | Temps           | Notes    |
| ------------------ | -------------------------- | -------------------------- | --------------- | -------- |
| Médaille d'or      | Yang Jiayu                 | Chine                      | 1 h 26 min 18 s | PB       |
| Médaille d'argent  | María Guadalupe González   | Mexique                    | 1 h 26 min 19 s | SB       |
| Médaille de bronze | Antonella Palmisano        | Italie                     | 1 h 26 min 36 s | PB       |
| 4                  | Érica de Sena              | Brésil                     | 1 h 26 min 59 s | AR       |
| 5                  | Sandra Arenas              | Colombie                   | 1 h 28 min 10 s | NR       |
| 6                  | Ana Cabecinha              | Portugal                   | 1 h 28 min 57 s | SB       |
| 7                  | Kimberly García            | Pérou                      | 1 h 29 min 13 s | NR       |
| 8                  | Wang Na                    | Chine                      | 1 h 29 min 26 s |          |
| 9                  | Laura García-Caro          | Espagne                    | 1 h 29 min 29 s | PB       |
| 10                 | María Pérez                | Espagne                    | 1 h 29 min 37 s | PB       |
| 11                 | Mirna Ortiz                | Guatemala                  | 1 h 30 min 01 s | SB       |
| 12                 | Viktória Madarász          | Hongrie                    | 1 h 30 min 05 s | NR       |
| 13                 | Paola Pérez                | Équateur                   | 1 h 30 min 09 s |          |
| 14                 | Eleonora Giorgi            | Italie                     | 1 h 30 min 34 s | SB       |
| 15                 | Valentina Trapletti        | Italie                     | 1 h 30 min 35 s | PB       |
| 16                 | Brigita Virbalytė-Dimšienė | Lituanie                   | 1 h 30 min 45 s | SB       |
| 17                 | Sandra Galvis              | Colombie                   | 1 h 31 min 13 s |          |
| 18                 | Kumiko Okada               | Japon                      | 1 h 31 min 19 s |          |
| 19                 | Živilė Vaiciukevičiūtė     | Lituanie                   | 1 h 31 min 23 s | PB       |
| 20                 | Inna Kashyna               | Ukraine                    | 1 h 31 min 24 s |          |
| 21                 | Ainhoa Pinedo              | Espagne                    | 1 h 31 min 28 s |          |
| 22                 | Regan Lamble               | Australie                  | 1 h 31 min 30 s |          |
| 23                 | Ángela Castro              | Bolivie                    | 1 h 31 min 34 s | SB       |
| 24                 | Antigoni Drisbioti         | Grèce                      | 1 h 32 min 03 s | SB       |
| 25                 | Maria Michta-Coffey        | États-Unis                 | 1 h 32 min 14 s | SB       |
| 26                 | Nastassia Yatsevich        | Biélorussie                | 1 h 32 min 22 s | SB       |
| 27                 | Barbara Kovács             | Hongrie                    | 1 h 32 min 44 s | PB       |
| 28                 | Maritza Guaman             | Équateur                   | 1 h 33 min 06 s |          |
| 29                 | Bethan Davies              | Royaume-Uni                | 1 h 33 min 10 s |          |
| 30                 | Jeon Yeong-eun             | Corée du Sud               | 1 h 33 min 29 s | SB       |
| 31                 | Andreea Arsine             | Roumanie                   | 1 h 33 min 46 s | PB       |
| 32                 | Valentyna Myronchuk        | Ukraine                    | 1 h 33 min 59 s | PB       |
| 33                 | Miranda Melville           | États-Unis                 | 1 h 34 min 47 s |          |
| 34                 | Ana Veronica Rodean        | Roumanie                   | 1 h 34 min 50 s | SB       |
| 35                 | Ching Siu-nga              | Hong Kong                  | 1 h 35 min 04 s | NR       |
| 36                 | Mária Czaková              | Slovaquie                  | 1 h 35 min 11 s |          |
| 37                 | Grace Wanjiru              | Kenya                      | 1 h 35 min 22 s |          |
| 38                 | Beki Smith                 | Australie                  | 1 h 35 min 31 s |          |
| 39                 | Chahinez Nasri             | Tunisie                    | 1 h 35 min 45 s |          |
| 40                 | Gemma Bridge               | Royaume-Uni                | 1 h 36 min 04 s |          |
| 41                 | Johana Ordóñez             | Équateur                   | 1 h 36 min 27 s |          |
| 42                 | Khushbir Kaur              | Inde                       | 1 h 36 min 41 s |          |
| 43                 | Claire Tallent             | Australie                  | 1 h 37 min 05 s | SB       |
| 44                 | Yehualeye Beletew          | Éthiopie                   | 1 h 37 min 55 s |          |
| 45                 | Monika Vaiciukevičiūtė     | Lituanie                   | 1 h 38 min 08 s |          |
| 46                 | Milangela Rosales          | Venezuela                  | 1 h 38 min 08 s |          |
| 47                 | Diana Aydosova             | Kazakhstan                 | 1 h 38 min 16 s | SB       |
| 48                 | Lee Da-seul                | Corée du Sud               | 1 h 38 min 54 s |          |
| 49                 | Laura Polli                | Suisse                     | 1 h 39 min 05 s | SB       |
| 50                 | Polina Repina              | Kazakhstan                 | 1 h 39 min 56 s |          |
| 51                 | Rita Récsei                | Hongrie                    | 1 h 40 min 56 s |          |
| 52                 | Regina Rykova              | Kazakhstan                 | 1 h 41 min 59 s |          |
|                    | Anežka Drahotová           | Tchéquie                   | DNF             |          |
|                    | Despina Zapounidou         | Grèce                      | DNF             |          |
|                    | Klavdiya Afanasyeva        | Athlètes neutres autorisés | DQ              | 230.6(a) |
|                    | Nadiya Borovska            | Ukraine                    | DQ              | 230.6(a) |
|                    | Yeseida Carrillo           | Colombie                   | DQ              | 230.6(a) |
|                    | Lü Xiuzhi                  | Chine                      | DQ              | 230.6(a) |
|                    | Agnese Pastare             | Lettonie                   | DQ              | 230.6(a) |
|                    | María Guadalupe Sánchez    | Mexique                    | DQ              | 230.6(a) |
|                    | Askale Tiksa               | Éthiopie                   | DNS             |          |

## Légende
Records et Performances
- AR : Record continental (area record)
- CR : Record des championnats (championship record)
- MR : Record du meeting (meet record)
- NR : Record national (national record)
- OR : Record olympique (olympic record)
- PR : Record paralympique (paralympic record)
- PB : Record personnel (personal best)
- SB : Meilleure performance personnelle de la saison (season's best)
- WL : Meilleure performance mondiale de l'année (world leader)
- WJR : Record du monde junior (world junior record)
- WR : Record du monde (world record)

Circonstances et Conditions
- DNF : N'a pas terminé (did not finish)
- DNS : N'a pas pris le départ (did not start)
- DQ : Disqualification (disqualification)
- NM : Aucun essai valable enregistré (No Mark)
- Q : Qualifié « directement » au prochain tour (ou à la prochaine compétition), lors d'une compétition majeure, grâce au classement ou à la réalisation des minima (automatic qualifier)
- q : Qualifié au prochain tour (ou à la prochaine compétition), lors d'une compétition majeure, grâce au repêchage ou à la réalisation de l'une des meilleures performances parmi celles des « non qualifiés directement » (grâce au meilleur temps ou à la meilleure distance par exemple) (secondary qualifier)